# Muharrem Korhan Yamaç
Muharrem Korhan Yamaç (31 de octubre de 1972) es un deportista turco que compitió en tiro adaptado. Ganó tres medallas en los Juegos Paralímpicos de Verano, oro y bronce en Atenas 2004 y plata en Londres 2012.

## Palmarés internacional
| Juegos Paralímpicos | Juegos Paralímpicos   | Juegos Paralímpicos | Juegos Paralímpicos         |
| Año                 | Lugar                 | Medalla             | Prueba                      |
| ------------------- | --------------------- | ------------------- | --------------------------- |
| 2004                | Atenas (Grecia)       | Medalla de oro      | Pistola deportiva SH1 mixto |
| 2004                | Atenas (Grecia)       | Medalla de bronce   | Pistola libre SH1 mixto     |
| 2012                | Londres (Reino Unido) | Medalla de plata    | Pistola de aire 10 m SH1    |